# Костенец волосовидный
Костене́ц волосови́дный (лат. Asplénium trichománes) — многолетний папоротник со своеобразным запахом; вид рода Костенец.
Растение полиморфно; встречаются формы, отличающиеся очертаниями и рассечённостью сегментов листа, которые ботаники иногда трактуют как разновидности.

## Ботаническое описание
Растение высотой 10—35 см.

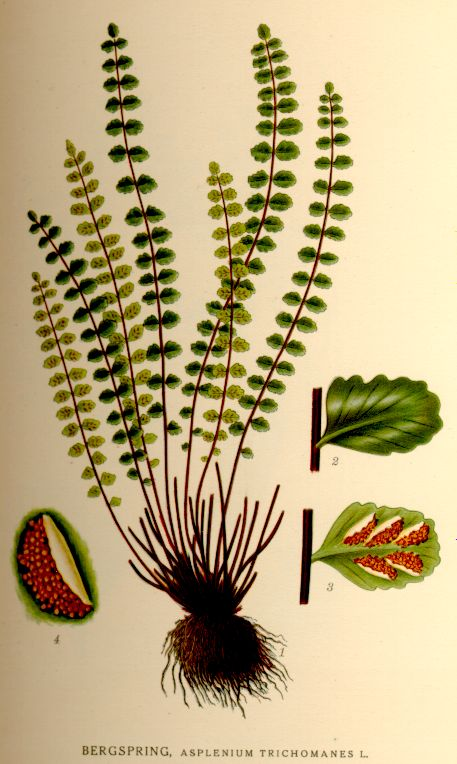

Корневище укороченное, покрыто черноватыми чешуйками.
Листья зимнезелёные перистые, с короткими черешками и многочисленными сегментами. Черешки и стержни листьев чёрные или бурые по всей длине, блестящие, в сечении округлые, без выемки. Сегменты очерёдные сидячие, по форме от обратнояйцевидно-округлых до округлых, у основания клиновидные или усечённые, супротивные. Края сегментов городчатые, иногда надрезанные до четверти или надрезанно-городчатые.
Покрывальца сорусов цельнокрайные или выемчатые. Споры созревают в европейской части России в июне — августе.

## Распространение и экология
Распространён в Евразии, Африке, Северной Америке и Австралазии.
В России встречается в европейской части (Карело-Мурманский, Ладожско-Ильменский, Верхне-Днепровский флористические районы, в Крыму и на Северном Кавказе), в Западной Сибири (Алтай).
Растёт в трещинах скал.

### Охранный статус
В штате Миннесота (США) костенец волосовидный признан находящимся под угрозой исчезновения (англ. Threatened), а в штате Нью-Йорк — уязвимым (англ. Vulnerable).
Растение включено в Красную книгу Литвы.

## Хозяйственное значение и применение

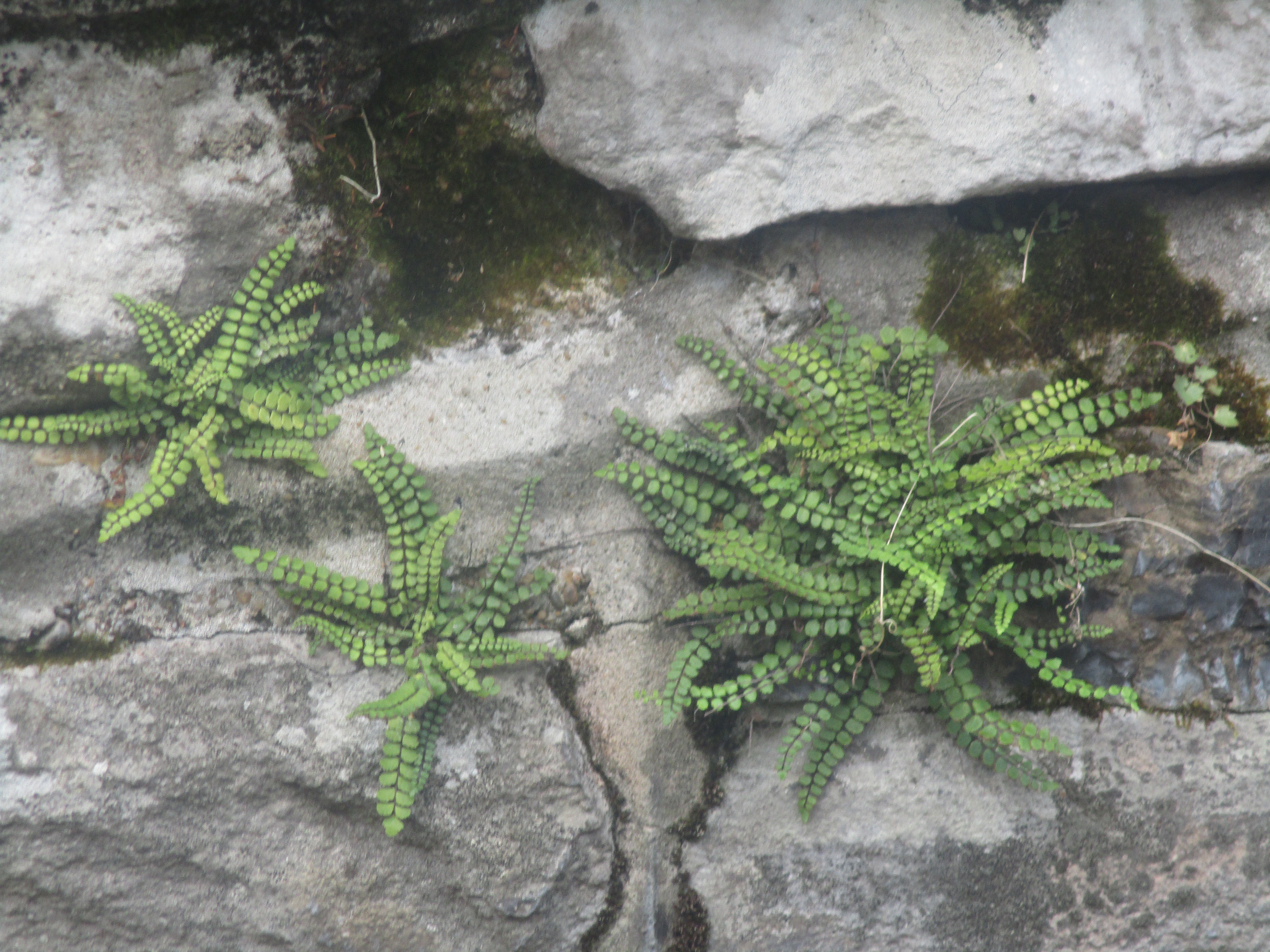
Asplenium trichomanes

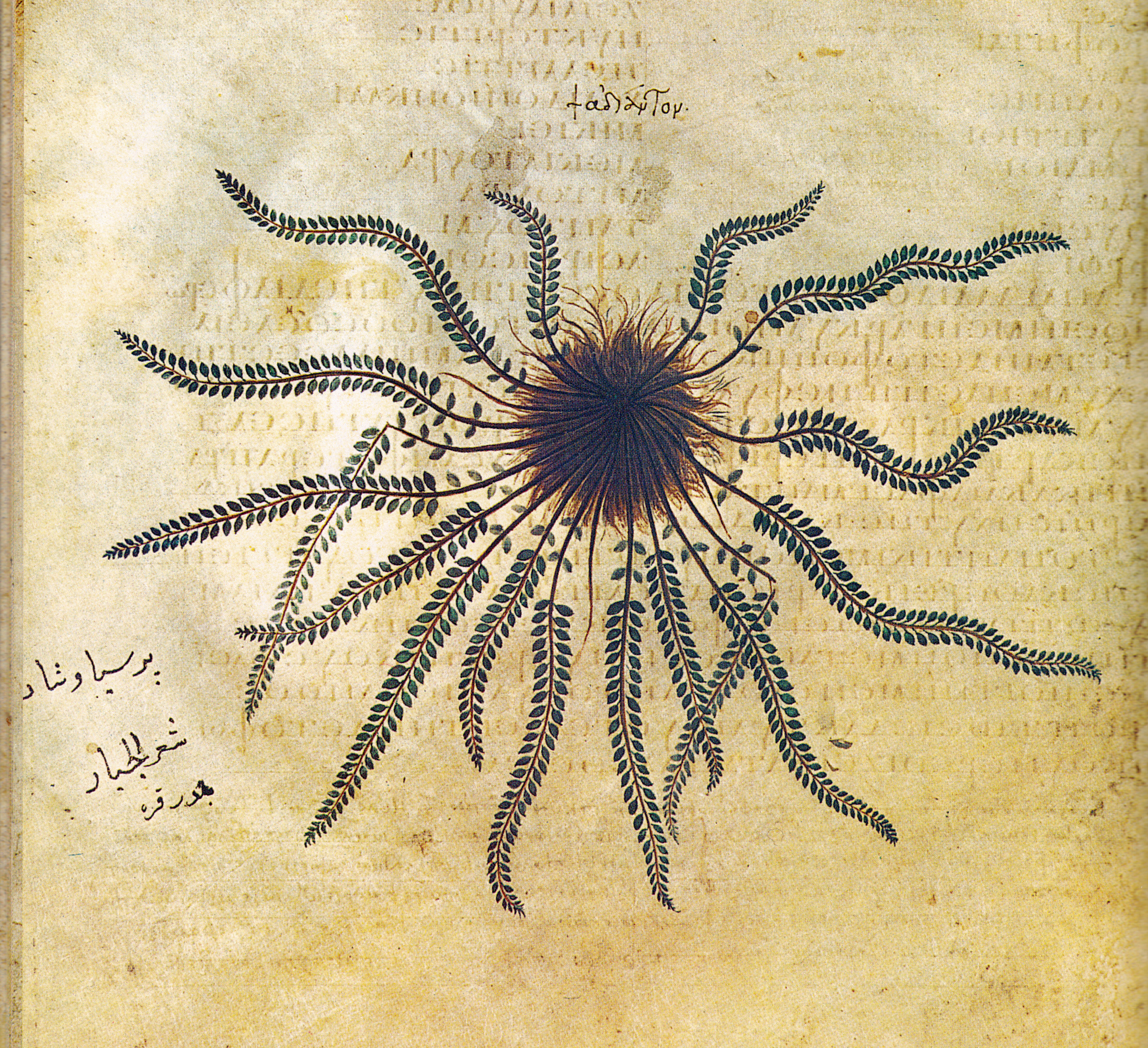
Asplenium trichomanes (медицинский трактат «Венский Диоскорид», Византия, VI век)

В растении найдены тритерпеноиды, стероиды, азотсодержащие соединения, флавоноиды (в том числе рутин), лейкоантоцианы, высшие жирные кислоты, высшие алифатические углеводороды, галловая кислота, лигнин.
Растение применялось ранее как средство против выпадения волос.
Используется в декоративном садоводстве, а также как комнатное растение.
Листья в индийской медицине используют при бронхите, респираторных инфекциях, депрессии, как слабительное, антигельминтное, в Болгарии — как диуретическое. В народной медицине отвар листьев применяют как отхаркивающее при болезнях лёгких, противолихорадочное, тонизирующее, лактогенное, при желтухе, асците, цинге, алопеции, при инфильтрате селезёнки, в Болгарии — как седативное, вяжущее.

## Некоторые подвиды
- Asplenium trichomanes nothosubsp. lusaticum (D.E.Mey.) Lawalrée, 1978 (Asplenium trichomanes subsp. quadrivalens × Asplenium trichomanes subsp. trichomanes) [syn.  Asplenium ×lusaticum D.E.Mey., 1958 — Костенец лузатийский]
- Asplenium trichomanes subsp. quadrivalens D.E.Mey., 1962 — Костенец прямоугольнодольчатый, тетраплоид (2n=144), встречается преимущественно на осно́вных породах (известняки и др.)
- Asplenium trichomanes subsp. trichomanes — диплоид (2n=72), встречается преимущественно на кислых породах (граниты и др.)[5]